# 4e arrondissement de Budapest
Le 4e arrondissement de Budapest (en hongrois : Budapest IV. kerülete) ou Újpest (en allemand : Neu-Pest) est un arrondissement de Budapest.

## Organisation administrative

### Quartiers
| Quartiers   | Quartiers                                  | Création | Population en 2001 (hab.) | Superficie (ha) | Densité hab/km2 | Localisation      |
| ----------- | ------------------------------------------ | -------- | ------------------------- | --------------- | --------------- | ----------------- |
| 1           | Istvántelek                                |          | 1 301                     |                 |                 | \| 1 2 3 4 5 6 \| |
| 2           | Káposztásmegyer                            |          | 23 055                    |                 |                 | \| 1 2 3 4 5 6 \| |
| 3           | Megyer                                     |          | 4 733                     |                 |                 | \| 1 2 3 4 5 6 \| |
| 4           | Népsziget, à cheval sur les 4e et 13e arr. |          | 121                       |                 |                 | \| 1 2 3 4 5 6 \| |
| 5           | Székesdűlő                                 |          | 287                       |                 |                 | \| 1 2 3 4 5 6 \| |
| 6           | Újpest                                     |          | 74 116                    |                 |                 | \| 1 2 3 4 5 6 \| |
| 1 2 3 4 5 6 |                                            |          |                           |                 |                 |                   |